# Anderson Santana
Anderson Santana, właśc. Anderson Santana dos Santos (ur. 24 kwietnia 1986 w Belo Horizonte, w stanie Minas Gerais) – brazylijski piłkarz, grający na pozycji obrońcy.

## Kariera klubowa
Wychowanek klubu Mamoré, w którym w 2005 rozpoczął karierę piłkarską. Potem występował w klubach Cabofriense, Cruzeiro EC, Tupi, Linhares i Náutico. W styczniu 2010 wyjechał za Europy, gdzie został piłkarzem Tereku Grozny. Na początku swojej kariery zagranicznej występował tylko w drużynie rezerw, dlatego 6 czerwca 2010 przeszedł do portugalskiej Vitórii. 6 lipca 2012 podpisał 3-letni kontrakt z Czornomorcem Odessa. 3 marca 2014 roku w związku z niestabilną sytuacją na Ukrainie za obopólną zgodą kontrakt został anulowany. 11 czerwca 2014 podpisał 1,5-roczny kontrakt z kazachskim FK Aktöbe.